# 오뚜기 카레면
오뚜기 카레면은 오뚜기에서 2018년 7월 5일에 출시한 카레맛 국물 라면이다.

## 제품
오뚜기 카레면 (약간 매운맛)

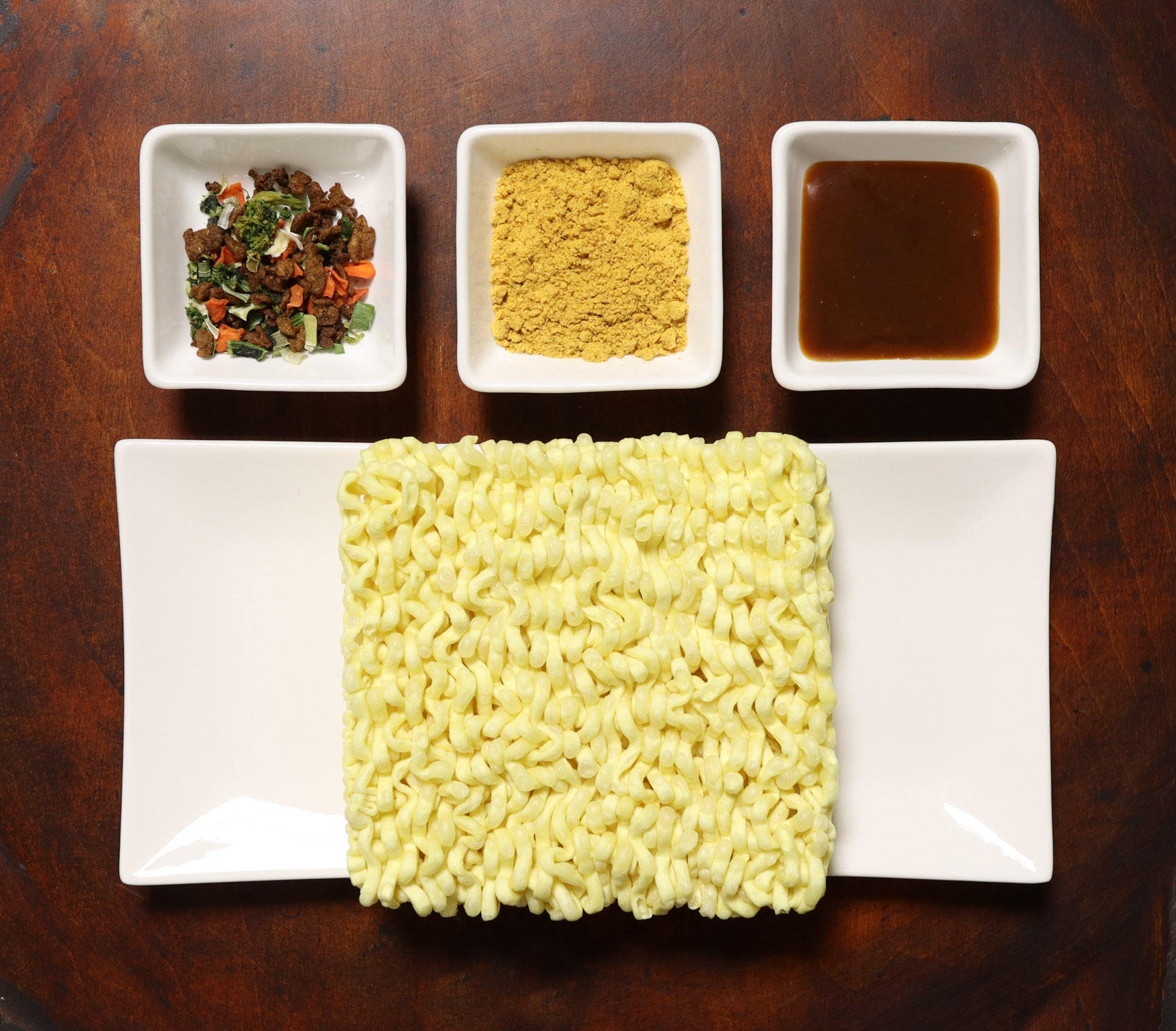
오뚜기 카레면 재료
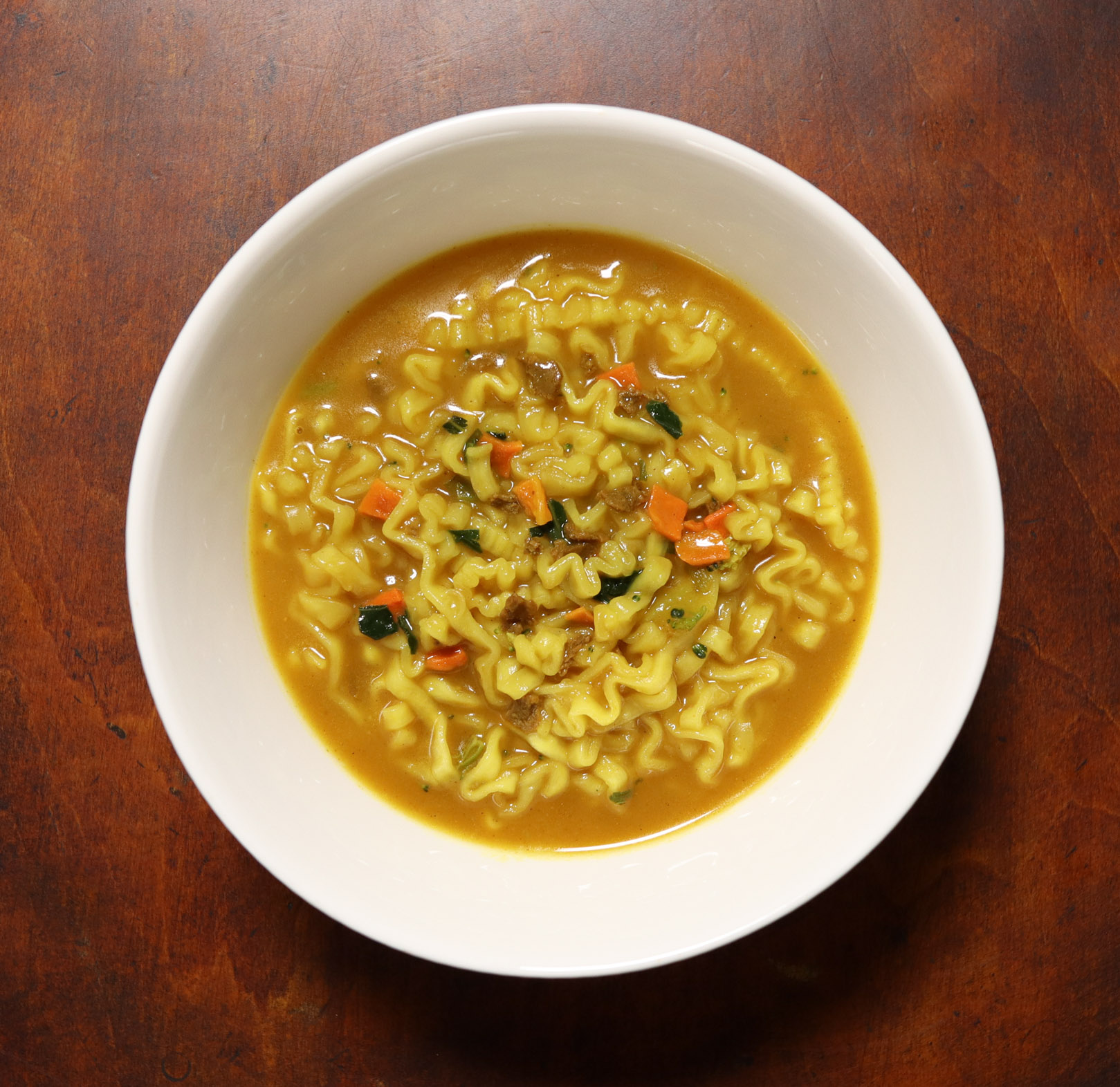
오뚜기 카레면
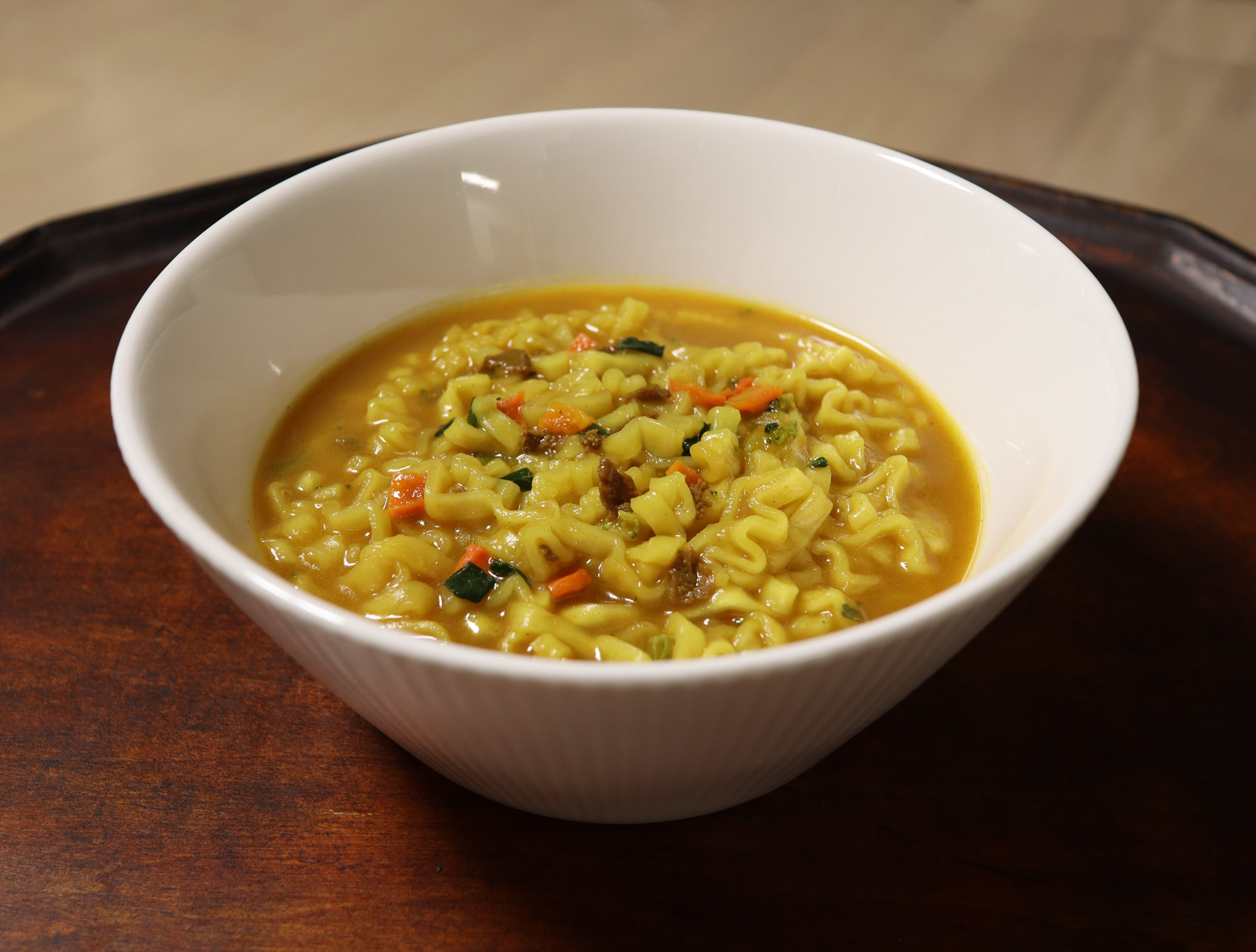
오뚜기 카레면

## 같이 보기
- 오뚜기